# معركة غور الصافي (1948)
معركة غور الصافي هي معركة حدثث في 2 حزيران عام 1948 في منطقة غور الصافي، الذي يقع إلى الجنوب من البحر الميت وعلى بعد خمسة أميال من المستعمرة اليهودية التي أنشاتها شركة البوتاس، وعلى مقربة منه يقع مغفر الدرك التابع لمنطقة الكرك الأردنية وفيه 29 دركياً بقيادة الضابط إبراهيم السحاقات. ووقعت المعركة على بعد 150 متر من المغفر.

## أحداث المعركة
في مطلع فجر الثاني من حزيران هاجم اليهود غور الصافي بعد ان قاموا ليلاً بقطع أسلاك الهاتف وزراعة الألغام في الطريق الواصل بين الكرك وغور الصافي بهدف عدم وصول أي مساعدات للمنطقة. قامت القوات اليهودية بمحاصرة المغفر وكان عددهم يفوق الستمائة جندي وأربعة دبابات وعدد من مدافع المورتر، فقاموا بإشعال النيران بالمغفر ومن بداخله. وأحرقوا ثلاثة وعشرون خيلاً. وكاد اليهود من الإستيلاء على المغفر لولا قدوم كتيبة مؤلفة من 7 جنود ونقيبين وثلاثة نواب وهم (النقيب إبراهيم العايد، النقيب علي الفارع، النائب قاسم الزعبي وإبراهيم محمد الشوبكي وأحمد عودة والعريف مفلح مصطفى بقايدة نديم رجب). فقاموا مباشرة بربط خطوط الهاتف وإزالة الألغام والإتصال برجال الحامية في العاصمة الأردنية عمان وطلب النجدة. فحلقت ثلاثة طائرات أردنية مقاتلة فوق المغفر، وتمكنوا من طرد اليهود لمستعمرتهم بعد أن خلفوا ما يزيد عن 40 قتيل.

## ردود الفعل
تمكّنت القوات الأردنية في صباح اليوم الثاني، 3 حزيران من العودة للمغفر مع كتيبة مكونة من 100 مقاتل بقيادة الزعيمان فارادي وبرودهارست، وكتيبة أخرى من الطفيلة بقيادة سليمان الساكت وكانت نيتهم مهاجمة المستعمرة رداً على إحراق المغفر وقتل رجال الدرك. لكنهم بدلوا رأيهم بعد تأكدهم من أن المستعمرة محصنة بشكل كبير والطريق الواصل إليها مزروع كله بالألغام. فاكتفت الكتيبة بضرب المستعمرة بقذائف المدفع، فضربوها بما يزيد عن 500 قذيفة عطلت المعامل والكهرباء وبقيت معطلة لستة شهور.

## شهداء المعركة
استشهد وأصيب في المعركة ما يزيد عن أربعين شخص عرف منهم:
1. النائب زايد رشيد الطوالية.
2. الجندي محمد راشد الحنيطي.